# Fritz Haarmann
Fritz Haarmann (Hannover, 25 oktober 1879 – aldaar, 15 april 1925) was een beruchte seriemoordenaar, kannibaal en zedendelinquent uit de Duitse stad Hannover.
De Slager van Hannover begon inderdaad als slager, maar vermoordde in de jaren 1918 tot 1924 minstens 24 jonge daklozen. Hij vermoordde zijn slachtoffers terwijl hij seks met hen had: hij geraakte in een soort seksuele trance waarin hij hun keel doorbeet.
Hij zocht zijn slachtoffers uit door op stations rond te hangen en daar jonge zwervers op te pikken. Hij nam ze mee naar huis, dwong ze tot seks en vermoordde ze dan. Het gerucht ging dat hij hun vlees op de zwarte markt verkocht als varkensvlees, maar dit werd nooit bewezen. Een klein deel at hij zelf op.
Haarmann werd ten slotte opgepakt en stierf in 1925 toen hij conform het vonnis werd onthoofd. Zijn hoofd werd tot 2014 bewaard op een universiteit in de VS waarna het is gecremeerd.

## Jeugd
Haarmann was de jongste in een gezin van zes kinderen. Sinds zijn vroege kindertijd werd hij mishandeld door zijn vader. Op zijn 16e ging hij in het leger, maar daar hield hij het niet lang vol wegens een zenuwinzinking. Op zijn 17e werd hij veroordeeld voor ontucht met jonge kinderen. Haarmann werd psychisch ziek verklaard en moest naar een instelling in Hildesheim, waaruit hij na acht maanden vluchtte.

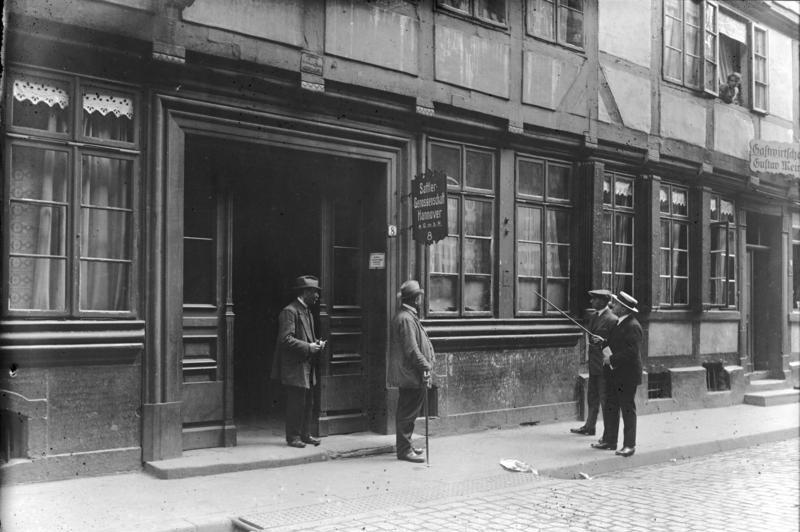
Haarmanns huis
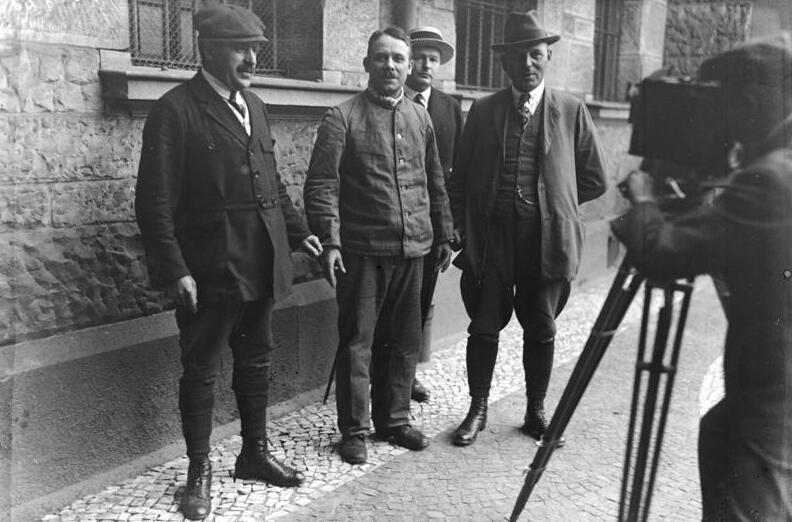
Haarmann (tweede van links) op weg naar het proces
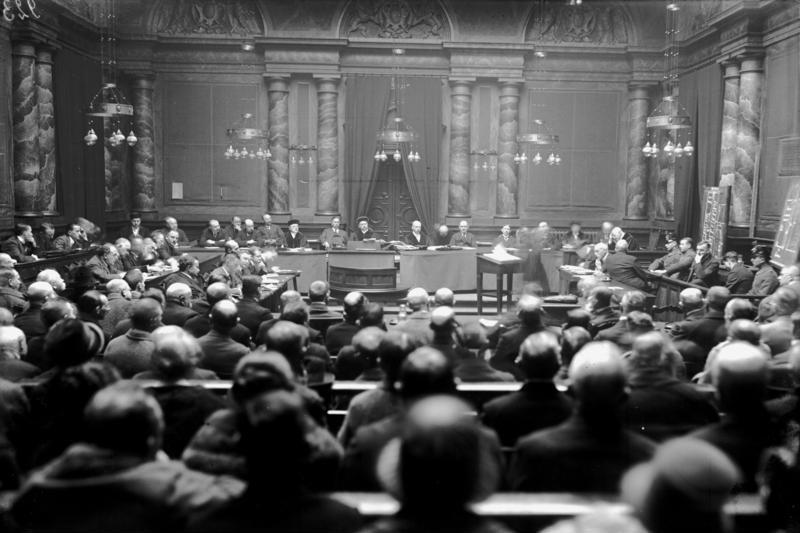
Het proces
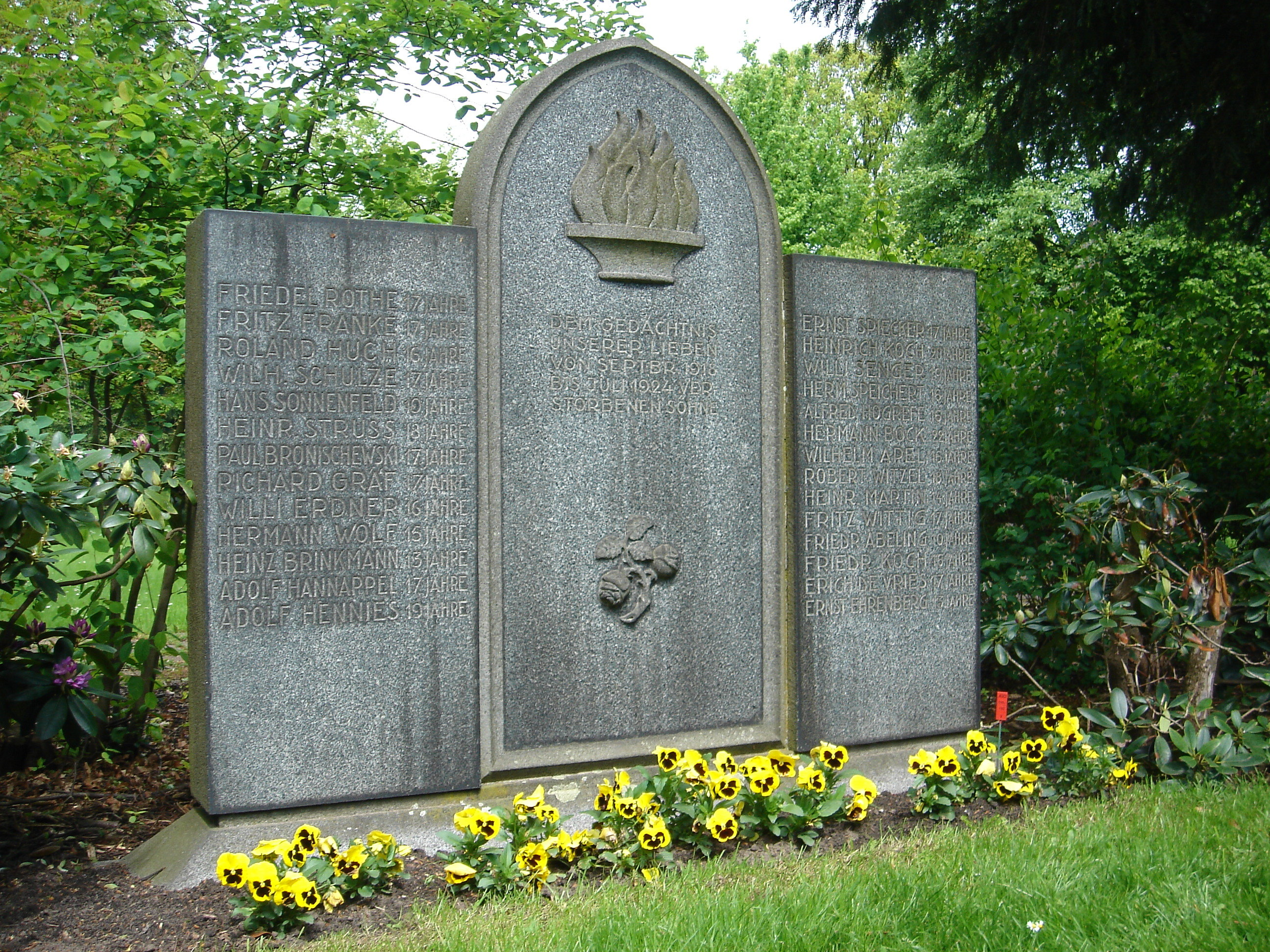
Grafsteen voor Haarmanns slachtoffers op de begraafplaats van Hannover-Stöcken